# Hichem Djaït
Pour les articles homonymes, voir Famille Djaït.
Hichem Djaït ou Djeït (arabe : هشام جعيط), né le 6 décembre 1935 à Tunis et mort le 1er juin 2021, est un historien, islamologue et penseur tunisien.

## Biographie
Il naît au sein d'une famille de lettrés, de magistrats et de hauts fonctionnaires qui fait partie de la bourgeoisie tunisoise : il est le petit-fils du grand vizir Youssef Djaït et le neveu du cheikh Mohamed Abdelaziz Djaït,.
Après des études secondaires au collège Sadiki, il obtient son agrégation en histoire en 1962 à Paris. Il soutient au milieu des années 1960, sous la direction de Claude Cahen, un mémoire de DEA sur le livre Les Dispositions du marché de l'imam Abou-Zakariya l'Andalou avant de soutenir à la Sorbonne, en 1981, un doctorat d'État sur l'urbanisme islamique dans la ville de Koufa.
Spécialiste d'histoire islamique, il regagne l'université de Tunis dans les années 1970 pour y enseigner l'histoire du Moyen Âge pendant plusieurs années. Il écrit par la suite de nombreux ouvrages, traduits en plusieurs langues, d'histoire et de sociologie des religions consacrés à l'islam. Il s'intéresse particulièrement dans ses recherches à l'anthropologie historique et à l'histoire des mentalités.
Membre de plusieurs commissions internationales, il mène une réflexion sur l'entrée du monde arabo-musulman dans la modernité. Il écrit également une centaine d'article sur le Maghreb islamique, les mouvements populaires des premiers siècles de l'Islam, et, plus généralement, sur l'histoire de l'Orient musulman.
Professeur émérite des universités, il est professeur invité dans plusieurs universités américaines et européennes, dont l'université McGill (Montréal), Berkeley (Californie), l'université de Naples - Frédéric-II, le Collège de France et l'École des hautes études en sciences sociales.
Membre du conseil scientifique de la Fondation tunisienne pour la traduction, l'établissement des textes et les études et membre de l'Académie européenne des sciences et des arts, il préside l'Académie tunisienne des sciences, des lettres et des arts entre le 17 février 2012 et le 15 décembre 2015,.

## Pensées
Il plaide pour la multiplication des investigations empiriques et le renouvellement des études sociologiques et anthropologiques en contextes islamiques. Dans ses études, il ne cesse de mettre en question les frontières entre les disciplines, transgressant ainsi la séparation entre l'islamologie et les autres perspectives de type linguistique ou anthropologique. Il n'était dès lors pas étonnant de le voir exiger le concours de nombreux cadres théoriques et conceptuels. Dans le même temps, il refuse toute analyse simpliste et ne cède jamais aux explications unilatérales qui, de toute façon, mèneraient directement à des impasses ou, au mieux, à des stéréotypes assez fréquents dès qu'il est question de parler de l'islam et des sociétés musulmanes,.
S'inscrivant contre les discours politiques officiels,, il défend plutôt une définition socio-anthropologique des composantes de la culture maghrébine. À cet effet, il se donne pour tâche de valoriser et d'intégrer toutes les étapes historiques, a fortiori marquantes, que traversa le Maghreb, c'est-à-dire latino-romaine, arabo-islamique, turque, française et nationale. Sa perspective consiste à soutenir une lecture critique d'un passé arabe désacralisé. À ce titre, son discours, à la fois ambitieux, exigeant et rigoureux, est à certains égards subversifs,.
Ses livres sur l'histoire et la culture intellectuelle et religieuse du monde arabe lui valent une réputation internationale et lui attirent de nombreux disciples,,.

## Distinctions
Il se voit décerner le Prix tunisien des sciences humaines en 1989, le prix Sultan Bin Ali Al Owais (en) pour la critique littéraire en 2007, le Blason d'or de l'Association tuniso-méditerranéenne des études historiques, sociales et économiques en 2015 et le Comar d'or de la création littéraire en 2016.
Le 8 décembre 2015, il est désigné personnalité culturelle arabe de l'année 2016 par la Fondation arabe des études et de l'édition de Beyrouth,. Le 6 mai 2016, le Centre arabe de recherches et d'études politiques (en) lui rend hommage pour l'ensemble de sa production académique. En janvier 2018, une dizaine de chercheurs se réunissent pour lui rendre hommage dans des mélanges en l'honneur pour l'ensemble de son œuvre intellectuelle. Le 4 avril, l'Institut du monde arabe et l'université de Tunis l'honorent en reconnaissance de ses contributions scientifiques,, puis ils lancent, le 14 mars 2022, la chaire Hichem-Djaït pour l'histoire et les cultures de l'Islam. En 2021, la troisième édition de la Foire nationale du livre tunisien rend hommage à l'ensemble de sa production académique. En 2023, il est lauréat à titre posthume du prix Ibn Khaldoun pour la promotion des études et des recherches en sciences humaines et sociales.

## Décorations
En 1996, il est décoré des insignes de commandeur de l'Ordre de la République tunisienne. En 2019, il est élevé au rang de grand officier en reconnaissance pour l'ensemble de sa production académique et intellectuelle,.

## Décès et hommages
Mort le 1er juin 2021, il est inhumé le lendemain au cimetière de Gammarth, dans la banlieue de Tunis,.
Juste après l'annonce publique de sa mort, le président Kaïs Saïed déplore, dans un communiqué officiel, la perte d'« une personnalité nationale de premier plan, et une éminence scientifique, dont le souvenir sera éternel dans l'histoire de la scène culturelle en Tunisie »,. Le même jour, le ministère tunisien de la Culture rappelle l'importance de son bilan d'universitaire et de penseur engagé. Le 8 juin, l'Institut du monde arabe à Paris rend hommage à sa mémoire avec la présence de plusieurs universitaires et intellectuels arabes. 

## Principales publications

### Principaux ouvrages
- La Personnalité et le devenir arabo-islamique, Paris, Le Seuil, coll. « Esprit », 1974, 300 p. (ISBN 2-02-002476-4, OCLC 3206938)[45].
- L'Europe et l'Islam, Paris, Le Seuil, coll. « Esprit », 1978, 186 p. (ISBN 978-2-02-004816-3, OCLC 4437677)[46].
- Al-Kūfa, naissance de la ville islamique, Paris, Maisonneuve et Larose, coll. « Islam d'hier et d'aujourd'hui », 1986, 340 p. (ISBN 2-7068-0927-2, OCLC 17918569)[47].
- La Grande Discorde : religion et politique dans l'islam des origines, Paris, Gallimard, coll. « Bibliothèque des histoires », 1989, 421 p. (ISBN 2-07-071732-1, OCLC 708310779)[48].
- La Vie de Muhammad, vol. I : Révélation et prophétie, Paris, Fayard, 2001, 181 p. (ISBN 2-213-60328-6).
- La Crise de la culture islamique, Paris, Fayard, 2004, 336 p. (ISBN 2-213-61626-4, OCLC 419700562)[49].
- La Fondation du Maghreb islamique, Sfax, Amal, 2004, 221 p. (ISBN 978-9973-51-596-4, OCLC 62153044).
- La Vie de Muhammad, vol. II : La Prédication prophétique à La Mecque, Paris, Fayard, 2008, 501 p. (ISBN 2-213-63283-9).
- La Vie de Muhammad, t. III : Le parcours du Prophète à Médine et le triomphe de l'Islam, Paris, Fayard, 2012 (réimpr. Tunis, Cérès, 2020[50]) (ISBN 2-213-63720-2).
- Penser l'Histoire, penser la Religion, Tunis, Cérès, 2021[51],[52].

### Participation à des ouvrages collectifs
- Histoire générale de la Tunisie, t. II : Le Moyen Âge, Tunis, Société tunisienne de diffusion (réimpr. Tunis, Sud Éditions, 2005) (1re éd. 1965).
- Rêver de la Tunisie, Paris, Vilo, 1971, 117 p.
- Islam et politique au Maghreb : (Table Ronde du CRESM, Aix, Juin 1979), Paris, Centre national de la recherche scientifique, 1981, 374 p. (ISBN 978-2-222-02848-2, OCLC 2222028485).
- Islam et politique au Proche-Orient aujourd'hui, Paris, Gallimard, coll. « Le débat », 1991, 360 p. (ISBN 978-2-07-072344-7, OCLC 2070723445).
- La Guerre du Golfe et l'avenir des Arabes : débat et réflexions, Tunis, Cérès Productions, 1991, 225 p. (ISBN 9973-700-53-8, OCLC 2-908801-16-7).
- Connaissance de l'Islam, Paris, Syros-Alternatives, 1992, 186 p. (ISBN 978-2-86738-822-4, OCLC 29548703)[53].
- Monothéismes et modernités, Carthage, Friedrich-Naumann-Stiftung, 1995, 333 p.
- Les Cultures du Maghreb, Paris, Éditions L'Harmattan, 1996, 200 p. (ISBN 978-2-7384-4416-5, OCLC 2-7384-4416-4, lire en ligne).
- (ar) الإسلام والحداثة  و الإجتماع السياسي : حوارات فكرية [« Islam, modernité et sociologie politique : le débat »], Beyrouth, Centre for Arab Unity Studies,‎ 2004.
- Biographies et récits de vie, Tunis, Institut de recherche sur le Maghreb contemporain, 2005, 242 p. (ISBN 9782821850491, lire en ligne)[54].